# Anand Giridharadas
Anand Giridharadas (27 september 1981) is een Amerikaans schrijver. Hij is een voormalig columnist voor The New York Times. Hij is de auteur van drie boeken, India Calling: An Intimate Portrait of a Nation's Remaking (2011), The True American: Murder and Mercy in Texas (2014) en Winners Take All: The Elite Charade of Changing the World (2018). Veel van zijn geschriften zijn gericht op India en zijn mensen. Hij heeft getuigd in een hoorzitting van de Commissie voor Financiën in de Tweede Kamer. Hij was de hoofdgast in een aflevering van Tegenlicht van de VPRO in april 2020.

## Jeugd en opleiding
Giridharadas groeide op in Shaker Heights, Ohio, Maryland en Parijs, Frankrijk. Zijn ouders, Radhashyam en Nandini ( née Lall) Giridharadas. Zijn jeugdbezoeken aan familieleden in India wekten interesse in dat land op, wat zijn latere schrijven beïnvloedde. Hij studeerde politiek en geschiedenis aan de Universiteit van Michigan.

## Carrière
Na zijn afstuderen verhuisde Giridharadas in 2003 naar Mumbai als consultant voor het wereldwijde managementadviesbureau McKinsey & Company, waar hij het pad volgde van zijn vader, die directeur was bij McKinsey. In 2005 werd hij journalist voor de International Herald Tribune en The New York Times. In 2009, na terugkomst in de Verenigde Staten, begon hij de column "Currents" voor die kranten te schrijven. Hij schrijft ook langere tijdschriftstukken. Vanaf 2010 was Giridharadas een promovendus aan de Harvard University. Hij is Henry Crown Fellow van het Aspen Institute, een MSNBC-commentator en een gastonderzoeker aan het Arthur L. Carter Journalism Institute aan de New York University.

### Winners Take All: The Elite Charade of Changing the World (2018)
In 2018 publiceerde Giridharadas Winners Take All: The Elite Charade of Changing the World waarin hij beweert dat leden van de mondiale elite, hoewel ze zich soms bezighouden met filantropie, hun rijkdom en invloed gebruiken om systemen in stand te houden die rijkdom aan de top concentreren ten koste van maatschappelijke vooruitgang. Econoom Joseph Stiglitz, die voor The New York Times schreef, prees het boek en schreef dat Giridharadas 'op twee niveaus schrijft - schijnbaar tactvol en subtiel - maar uiteindelijk presenteert hij een vernietigend portret van een hele klasse, een die gemakkelijker te bekritiseren is dan te hervormen'.

## Privéleven
Hij woont in Brooklyn, New York, met zijn vrouw, auteur Priya B. Parker.